# Al-Yadudah
Al-Yadudah (tiếng Ả Rập: اليادودة) là một ngôi làng ở miền nam Syria, một phần hành chính của Tỉnh Daraa, nằm ở phía tây bắc của Daraa. Các địa phương gần đó bao gồm Tell Shihab ở phía tây, Muzayrib ở phía tây bắc, Tafas ở phía tây và Ataman ở phía đông.

## Lịch sử
Trong sổ đăng ký thuế của Ottoman năm 1596, đó là một ngôi làng nằm ở nahiya của Butayna, Qada của Hawran, dưới tên Yaduda. Nó có dân số 29 hộ gia đình và 21 cử nhân, tất cả đều là người Hồi giáo. Họ đã trả mức thuế cố định 25% cho các sản phẩm nông nghiệp, bao gồm lúa mì, lúa mạch, vụ hè, dê và ong, ngoài các khoản thu không thường xuyên; tổng cộng 4.500 akçe.
Theo Cục Thống kê Trung ương Syria, al-Yadudah có dân số 8,967 trong cuộc điều tra dân số năm 2004.